# Lotobia saegeri
Lotobia saegeri är en tvåvingeart som beskrevs av Kim och Han 1990. Lotobia saegeri ingår i släktet Lotobia och familjen hoppflugor.
Artens utbredningsområde är Rwanda. Inga underarter finns listade i Catalogue of Life.